# Xã Ridge, Quận Dickinson, Kansas
Xã Ridge (tiếng Anh: Ridge Township) là một xã thuộc quận Dickinson, tiểu bang Kansas, Hoa Kỳ. Năm 2010, dân số của xã này là 136 người.